# (22943) 1999 TV209
1999 تي في 209 (ويعرف أيضًا باسم (22943) 1999 تي في 209 وفق تسمية الكوكب الصغير) (بالإنجليزية: 1999 TV209)‏ هو كويكب ضمن حزام الكويكبات؛ وترتيبه 22943 من حيث الاكتشاف.
اكتُشف هذا الجُرم الفلكي بواسطة بحث لنكولن عن الكويكبات القريبة من الأرض في 14 أكتوبر 1999.

## وصلات خارجية
- (22943) 1999 TV209 في قاعدة بيانات مختبر الدفع النفاث لأجرام النظام الشمسي الصغيرة

- الاكتشاف · مخطط المدار ·  العناصر المدارية · المعلمات المادية

- (22943) 1999 TV209 على موقع ويكي سكاي: DSS2, SDSS, GALEX, IRAS, Hydrogen α, X-Ray, Astrophoto, Sky Map, Articles and images